# Ryds ängar
Ryds ängar ist ein Naturschutzgebiet in der schwedischen Gemeinde Skövde und Teil des europäischen Netzwerkes Natura 2000.
Ryds ängar erstreckt sich auf einer Fläche von 172,6 Hektar vom Stadtrand der Stadt Skövde etwa fünf Kilometer entlang des Osthanges des Tafelbergs Billingen nach Norden. Der Tafelberg endet hier in Steilwänden und durch Felsstürze geprägte Steilhängen. Am Fuße des Berges breitet sich ein Hügelland mit Weidegebieten aus.
Da der Boden stark kalkhaltig ist, ist das Naturschutzgebiet reich an ungewöhnlichen Pflanzenarten.
Im Naturschutzgebiet liegen zirka 20 vorgeschichtliche Denkmäler, darunter die Fluchtburg Ymsingsborg am Rande des Tafelbergs.
Koordinaten: 58° 25′ 56″ N, 13° 50′ 20″ O